# Yogi Rahadian
Yogi Rahadian (sinh ngày 27 tháng 10 năm 1995 ở Palembang, South Sumatra) là một cầu thủ bóng đá người Indonesia hiện tại thi đấu cho Sriwijaya FC ở Liga 1.

## Sự nghiệp
Năm 2011, anh có 4 tháng thử việc với Leicester City.
Anh thi đấu cho Deportivo Indonesia trước khi gia nhập đội trẻ Mitra Kukar năm 2013. Anh là một phần của team that achieved second place ở 2012–13 Indonesia Super League U-21.